# Alexandra Solnado
Alexandra Alvarenga Solnado (Lisboa, 10 de octubre de 1964) es una escritora portuguesa, habiendo publicado varios libros con enseñanzas espirituales. En 2010, dirigió el Proyecto Alexandra Solnado-Terapia del Alma. También ha trabajado como actriz y cantante.

## Biografía
Es hija de Raul Solnado y de Joselita Alvarenga. Tiene dos vástagos: la actriz Joana Solnado, de su primer casamiento con Rui Madeira, y a Gabriel Solnado Justino, hijo de su segundo casamiento con el actor Thiago Justino. Ha vivido tanto en Portugal como en Brasil.
A través del "Proyecto Pim Pam Pum" grabó el sencillo "Meu Lindo Balão Azul". Y como actriz participó en las piezas teatrales Há Petróleo no Beato (1986) y en Lisboa, Tejo e Tudo (1993). También se presentó en el programa "Jakati" de la RTP.
En el año 2000, Alexandra Solnado pasó por una situación de enorme tribulación y desesperación debido a una enfermedad grave e inexplicable de su hija. Cuando inclusive llegó a ser declarada clínicamente muerta, Alexandra sufrió una transformación interior radical. Desde entonces, comenzó a estudiar astrología kármica (que era un viejo anhelo en ella) y luego de dar consejos para la limpieza espiritual y la conexión con el Yo Superior.
En 2002, Alexandra Solnado afirmó haber visto en sus meditaciones a Jesucristo, que habría empezado a dictar sus mensajes regulares y enseñanzas espirituales. Esos mensajes fueron publicados en varios libros.
Dirige actualmente el Proyecto Alexandra Solnado - Terapia del Alma, involucrando a varios terapeutas, que ofrece cursos de desarrollo personal y espiritual y diversas terapias de sanación.
En sus propias palabras:

"En realidad, el autor de este proyecto es Jesús. Y Él es quien dicta los mensajes de los libros, la forma en que deben hacerse limpiezas espirituales y toda la teoría utilizada en este proyecto."

## Libros publicados[1]
- Este Jesus Cristo que vos fala. Con Bento Domingues. Editor Angelorum, ISBN 9728680562, ISBN 9789728680565 2003

- O eu superior e outras lições de vida: mensagens recebidas de Jesus. 3.ª edición de Editorial Angelorum-Novalis, ISBN 9896070091, ISBN 9789896070090 2004

- A Entrega, Editorial Angelorum, 2003. Segunda edición: Pergaminho, 2005

- O Eu Superior e Outras Lições de Vida. Editorial Angelorum, 2004 (incluye CD)

- A Era da Liberdade. Pergaminho, 2005

- A minha limpeza espiritual: mensagens de Jesus recebidas por. Este Jesus Cristo que vos fala. Editor Pergaminho, 71 pp. ISBN 972711685X, ISBN 9789727116850 2005

- A entrega: mensagens de Jesus recebidas por Alexandra Solnado. Vol. 1 de Este Jesus Cristo que vos fala. 2.ª edición de Pergaminho, ISBN 9727117066, ISBN 9789727117062 2005

- A Minha Limpeza Espiritual. Pergaminho, 2005 (incluye CD)

- A Alma Iluminada: mensagens de Jesus recebidas por Alexandra Solnado. Este Jesús Cristo que vos fala. Editor Pergaminho, ISBN 9727116744, ISBN 9789727116744 2007

- O Livro da Luz. Pergaminho, 2007 (reúne los títulos Luz, Mais Luz, y Muito Mais Luz)

- A Lógica do Céu e a Lógica da Terra, Editorial Angelorum, 2004. Segunda edición: Pergaminho, 2007

- CD Luz, Pergaminho, 2008 (incluye CD)

- Voo Sensitivo, A História de Um Mergulho Espiritual, Pergaminho, 2010

- O livro da luz: pergunte, o céu responde. Editor Pergaminho, 453 pp. ISBN 9727119816, ISBN 9789727119813 2010

- The Book of Light: Ask and Heaven Will Answer. Editor Simon and Schuster, 416 pp. ISBN 1451611625, ISBN 9781451611625 en línea 2011

- El libro de la luz: Pregunte, y el cielo responde. Editor Atria Books, ISBN 1451612680, ISBN 9781451612684 2011

- ''"Bom Karma - o Melhor das Vidas". Editor Pergaminho. 160 pp. ISBN 9789896870911 2012

## Honores

### Galardones
- 2012: International Latin Book Award 2012 por la edición estadounidense de su obra "O Livro da Luz"[7]